# Sitagrí
Sitagrí, en grec moderne : Σιταγροί, est un village et un ancien dème du district régional de Dráma, en Macédoine-Orientale-et-Thrace, Grèce. Depuis 2010, dans le cadre du programme Kallikratis, il est fusionné au sein du dème de Prosotsáni.
Selon le recensement de 2021, la population de l'ancien dème devenu district municipal compte 3 240 habitants tandis que celle du village s'élève à 535 habitants.